# Колховен, Мартин
Мартин Колховен (нидерл. Martin Koolhoven, 25 апреля 1969, Гаага) — нидерландский актёр, кинорежиссёр и сценарист.

## Биография
Закончил Нидерландскую киношколу в 1996 году и сразу же вошёл в киноиндустрию 53-минутным телевизионным фильмом «Тёмный свет» (Duister Licht). Следующий телефильм «Suzy Q» принёс режиссёру известность за рубежом. 
В 2005 году он снял коммерческий фильм «Schnitzel Paradise», который оказался самым кассовым фильмом года. Фильм был показан на Берлинском кинофестивале и на Кинофестивале в Карловых Варах и был продан в 20 с лишним стран.
В том же году Колховен выпустил фильм «Чокнутая», принёсший режиссёру больше всего наград и неплохие сборы. 
«Счастливая семья» (n Beetje Verliefd, 2006) также стал успешным в прокате. Однако, снятая в 2008 году картина «Зима в военное время» по сборам оказалась выше всех предыдущих картин вместе взятых. 

## Избранная фильмография

### Режиссёр
- 1999 — Сюзи Кью / Suzy Q
- 2001 — Амнезия / AmnesiA
- 2001 — Пещера / De Grot
- 2004 — Юг / Het Zuiden
- 2005 — Чокнутая / Knetter
- 2005 — Кафе «Шницель Парадиз» / Het schnitzelparadijs
- 2006 — Счастливая семья / 'n Beetje Verliefd
- 2008 — Зима в военное время / Oorlogswinter
- 2016 — Преисподняя / Brimstone

### Сценарист
- 1999 — Сюзи Кью / Suzy Q
- 2001 — Амнезия / AmnesiA
- 2008 — Зима в военное время / Oorlogswinter
- 2016 — Преисподняя / Brimstone